# Martin (probošt)
Martin byl 8. proboštem litoměřické kapituly sv. Štěpána v letech 1169–1174, poté členem svatovítské kapituly v letech 1174–1180. Nakonec ve svatovítské kapitule byl v letech 1180–1182 proboštem. Byl zároveň také příslušníkem řádu Johanitů.

## Státní služba
Byl synovcem vyšehradského probošta Gervasia. Od roku 1165 zastával funkci královského notáře. Poté byl jmenován místokancléřem a v roce 1169 se stal proboštem litoměřické kapituly. Funkcí ve svatovítské kapitule v letech 1174–1180 byl králem odměněn za věrné služby. Stal se tak panským notářem a kancléřem. Král Vladislav II. jej vysoko cenil jako: „nejvěrnějšího, milého, čestného a výmluvného“ dvořana.

## Řádová činnost
V roce 1164 podnikl cestu do Cařihradu a byla mu svěřena důležitá diplomatická poselství. Ve Svaté zemi poznal řád johanitů a vstoupil do něho zřejmě již v roce 1173. V johanitském řádu se stal praeceptorem. Pozval johanity do Čech a uvedl je do Prahy. V Praze u malostranského konce Juditina mostu ve spolupráci se strýcem proboštem Gervasiem postavil řádový kostel. Společně pro řád získali mnoho dobrodinců, kteří johanitům pomáhali. Do Palestiny se pak Martin vypravil ještě dvakrát, vždy přebýval ve Svaté zemi u řádových spolubratří johanitů.

## Úmrtí
Zemřel zřejmě v rozpětí let 1180–1182, kdy král Vladislav II. přijal opožděně jeho rezignaci na funkci litoměřického probošta. O žádost o rezignaci měl zřejmě již od roku 1173, kdy vstoupil k Johanitům. Barokní historik Georgius Crugerius v roce 1667 v historickém kalendáři Sacri pulveres, uvádí od roku 1175 nového litoměřického probošta jménem Dobromír, předpokládá se tedy, že probošt Martin již v roce 1175 funkci litoměřického probošta nevykonával.